# EULAR

Logo dell'EULAR

L'EULAR (European League Against Rheumatism) è l'organizzazione che riunisce tutte le società europee di reumatologia, ed è finalizzata alla ricerca, alla prevenzione, alla terapia ed alla riabilitazione delle patologie reumatiche. Rappresenta i pazienti, i medici e le società scientifiche che se ne occupano. 
In accordo con l'"UEMS" (Union européenne des médicins spécialistes), definisce l'ambito della reumatologia come comprendente disturbi reumatici del tessuto connettivo e dei sistemi locomotorio e muscolo-scheletrico.  
Dal 1983 ha organizzato un simposio annuale negli anni in cui non si teneva il congresso quadriennale dell'ILAR ("International League of Associations for Rheumatology"); dal 2000 organizza un congresso annuale europeo.
Sempre dal 2000 ha come pubblicazione scientifica ufficiale gli Annals of the Rheumatic Diseases (ARD), rivista pubblicata dal 1939.
Gestisce i premi annuali riservati a giovani ricercatori (Young Investigator Award), ai risultati scientifici nel campo (Abstract Award) e alla carriera (Meritorious Service Award) e il premio "Edgar Stene" per brevi saggi di autori non professionisti nel campo della reumatologia su un argomento fissato ciascun anno.
L'EULAR attribuisce inoltre il riconoscimento di "centro di eccellenza EULAR" ai centri di ricerca nel campo della reumatologia, valido per cinque anni e successivamente prorogabile in seguito ad un nuovo esame.
Il "EULAR Standing Committee for Clinical Affairs" (ESCCA) pubblica regolarmente raccomandazioni per il trattamento di vari disturbi reumatici, sviluppate da gruppi di specialisti.